# Ferromanganeso

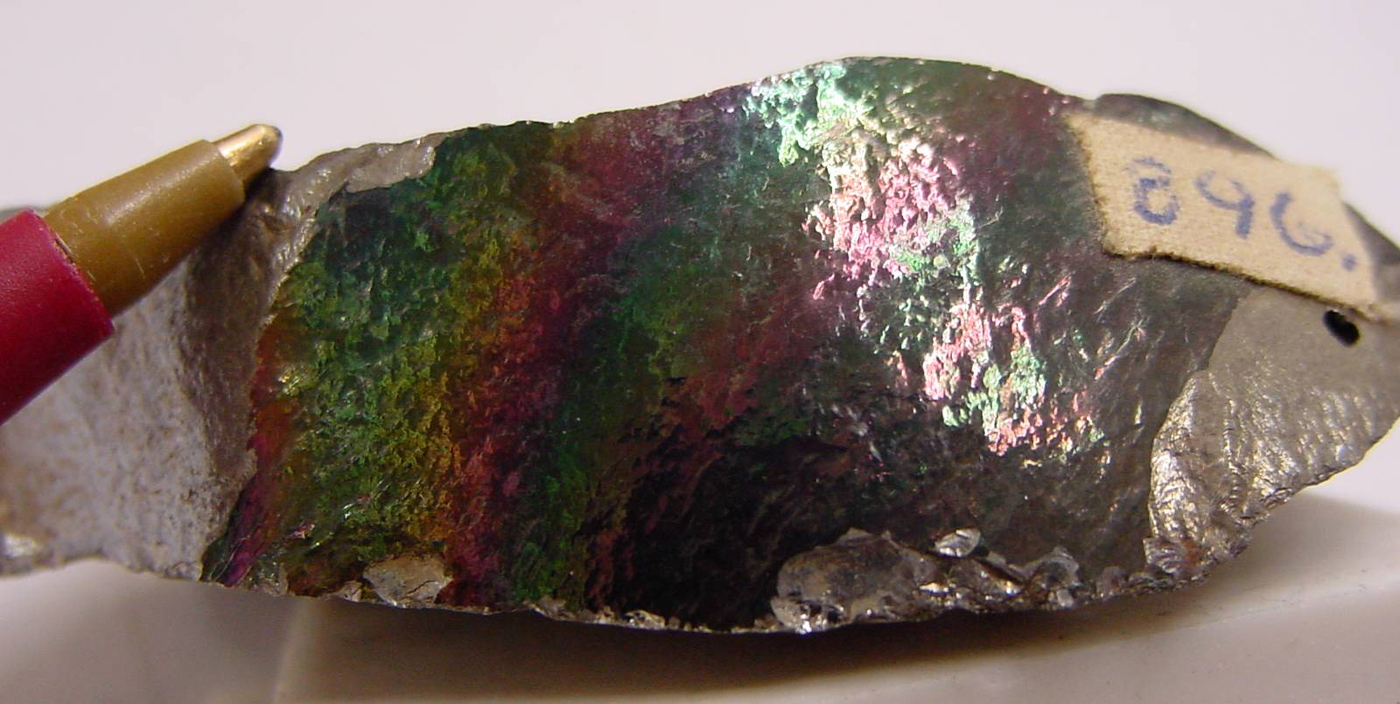
Muestra de spiegeleisen o hierro de espejo, aleación de hierro con un contenido entre el 6 y el 25 % de manganeso

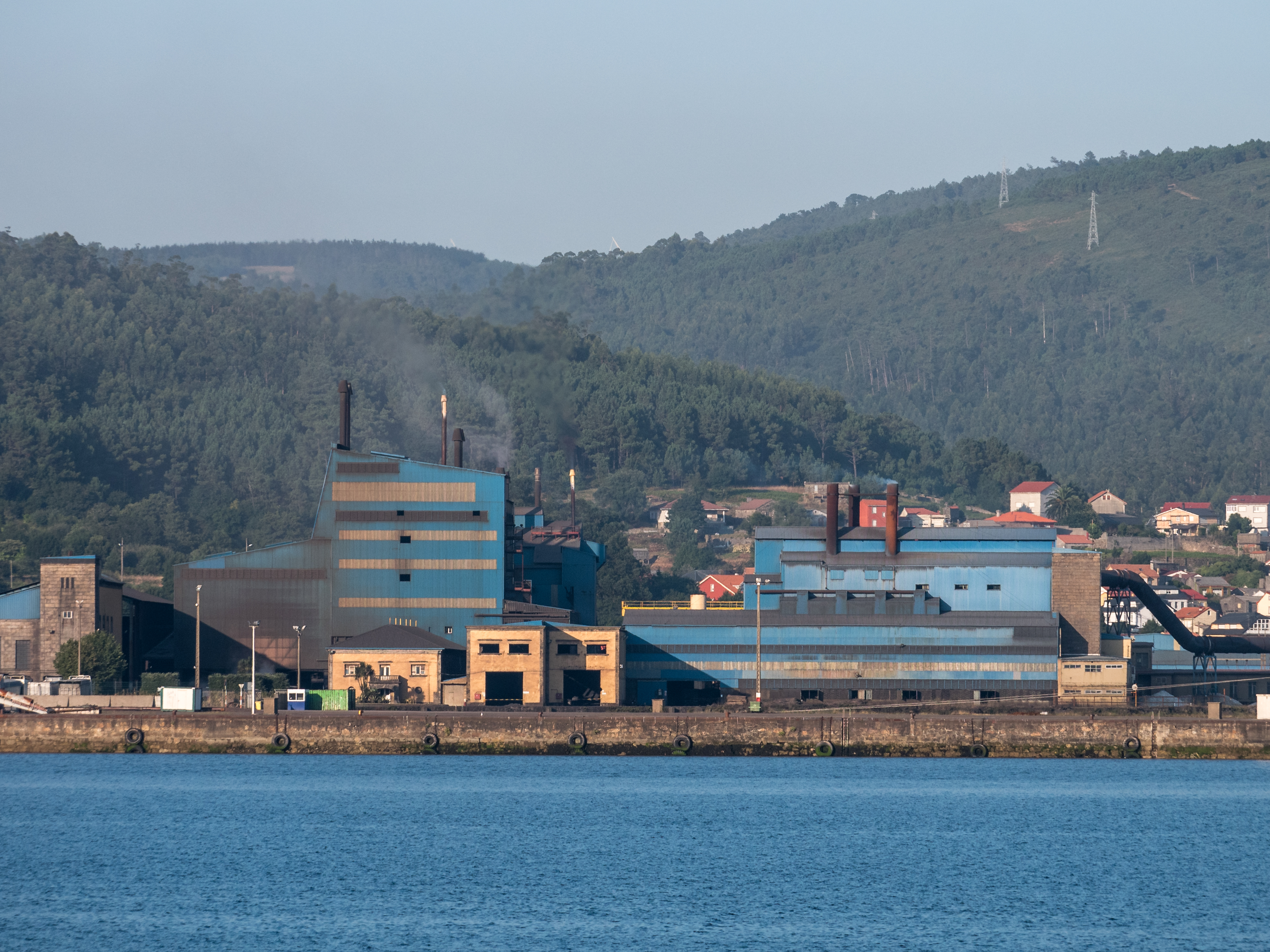
Planta de producción de ferromanganeso en Brens (Cee, España)

El ferromanganeso es una ferroaleación con un alto contenido de manganeso (del 65 al 90 % en peso). Es un elemento característico de numerosos fondos oceánicos, donde aparece formando parte de los nódulos de manganeso. La fundición de hierro con un contenido de manganeso entre el 6 y el 25 % se denomina con la palabra alemana spiegeleisen ("hierro de espejo") o también con el término hierro lamelar. Dependiendo de la riqueza en manganeso del mineral de hierro utilizado, se solía obtener en forma de arrabio en los altos hornos, aunque este procedimiento ha sido reemplazado por el empleo de hornos eléctricos.

## Ferromanganeso en la naturaleza

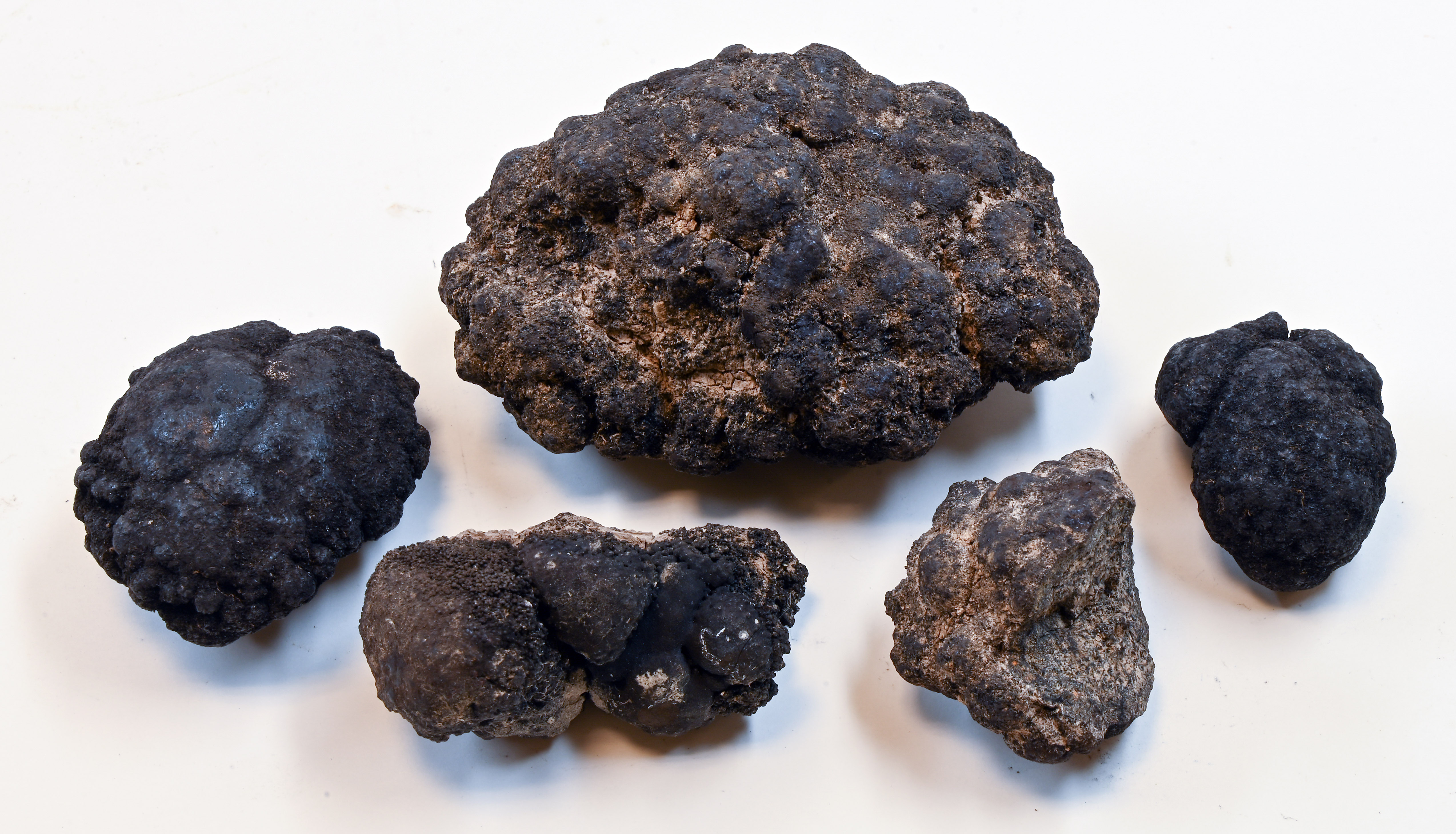
Nódulos de manganeso

El subsuelo contiene concentraciones naturales de ferromanganeso de importancia local, así como algunos loess y paleosuelos (como en Saint-Pierre-lès-Elbeuf) en el Sena Marítimo, o en Savy (Aisne, Francia) pero es especialmente en el relieve oceánico donde es abundante y de fácil acceso.
La concentración del agua de mar en semimetals y metales pesados es de forma natural extremadamente baja (menos de 10−9 g/g en general), pero estos elementos pueden estar muy presentes en arcillas pelágicas y aún más en los depósitos y nódulos de ferromanganeso que se han formado en el fondo del océano (contenidos varios órdenes de magnitud superiores que el agua de mar). Este contraste refleja la baja solubilidad de los metales pesados en el agua de mar y su secuestro eficiente fuera del ambiente acuático por varios procesos tanto bióticos como abióticos.
Desde los años 1960 se ha buscado estudiar su formación y composición (contenido de metales pesados y otros oligoelementos) mediante diversos procesos químicos y analíticos.
No está claro si varios procesos de acrecimiento funcionan conjuntamente o no. Se supone que al menos 3 procesos están activos, que se pretende modelizar:
1. El primero involucra al hidrógeno, vinculado a la precipitación directa o a una acumulación de óxidos metálicos coloidal del agua de mar.
2. El segundo sería un proceso de diagénesis relacionado con el oxígeno, que involucra distintos procesos de acumulación de ferromanganeso en sedimentos óxicos.
3. Finalmente, un proceso de diagénesis subóxica podría resultar de la reducción de Mn+4 por reducción-oxidación de la materia orgánica presente en los sedimentos.

Los datos geoquímicos disponibles sugieren que estos tres procesos tienen lugar a veces de forma conjunta y a veces por separado, con una composición diferente de los nódulos. Según Dymond et al. en 1984, "debería existir al menos un cuarto proceso, porque los primeros tres no pueden explicar todas las variaciones en el contenido de elementos observados en los nódulos".
En estos nódulos también se observaron diferencias en el contenido de metales o minerales raros (por ejemplo, phillipsita), y en particular según la profundidad dependiendo de si estos nódulos se encontraban entre 3000 y 3500 metros de profundidad. Estas diferencias podrían provenir de factores mineralógicos o del transporte de partículas de tierras raras hacia las profundidades del océano. Parece que los nódulos más ricos en elementos raros se encuentran en los sedimentos más empobrecidos en estos mismos elementos y viceversa.
El isótopo y el marcado isotópico han permitido conocer mejor la cinética de los metales y el proceso de formación de nódulos en el mar y el comportamiento de los metales pesados como el neodimio en el medio marino (ciertos elementos provenientes de una fase detrítica del sustrato o sedimento y otros provenientes directamente del agua de mar).
Durante estos estudios se encontraron "diferencias importantes" entre los océanos (Atlántico, Índico y Pacífico). Algunos de estos nódulos de ferromanganeso también están muy enriquecidos en cobalto. Se han propuesto varias hipótesis para explicar este enriquecimiento (que también se observa en otro tipo de sustratos que contienen manganeso).

## Métodos de producción

Evolución de la producción de ferromanganeso, por proceso

Coexisten dos métodos industriales para la producción de ferromanganeso: en alto horno (en declive), o en hornos eléctricos.

### Producción en alto horno
El proceso en alto horno, que representaba el 30 % de la producción mundial de manganeso en 1996, está en declive: en 2004, los altos hornos produjeron algo más del 17 % del total de ferromanganeso; en 2008, el 13 %. La metalurgia del manganeso es similar a la del hierro, aunque la reducción de Óxido de manganeso(II) MnO, estable por encima de 1200 °C, mediante monóxido de carbono CO, es más difícil que la del óxido de hierro(II) FeO. Por el contrario, el MnO se reduce con carbono mediante una reacción de reducción directa más allá de 1310 °C. La presencia de hierro en el mineral conduce a la formación de una mezcla de hierro y manganeso en forma de carburo, de donde provienen los siguientes materiales:
- Ferromanganeso carburizado:

El primero en ser producido históricamente, es al manganeso lo que la fundición es al hierro. En siglo XIX, el contenido de manganeso de este arrabio no excedía el 8%. Todos los ferromanganesos que contienen menos del 25 % de manganeso son ferromagnéticos y se denominan "spiegeleisen" ("hierro de espejo" en alemán) porque la fundición obtenida tiene una fractura brillante. Los carburos de ferromanganeso que contienen más del 25% de manganeso son muy oxidables, paramagnéticos y no son considerados spiegeleisen. Actualmente, el ferromanganeso carburado se considera que tiene la siguiente composición: Mn 76-80 %, Fe 12-15 %, C < 7,5 %, Si < 1,2 %
- Ferromanganeso con carbono medio:

Se produce con mayor frecuencia mediante el refinado con convertidor de oxígeno a partir del ferromanganeso carburado. Contiene del 1 al 1,5 % de carbono.

### Producción en hornos eléctricos
La producción en hornos eléctricos representó el 70 % de la producción de manganeso en 1996. Allí se obtiene el ferromanganeso calentando una mezcla de óxido de manganeso MnO
2 y óxido de hierro(III) Fe
2O
3, con carbono. Este proceso permite obtener:
- Silicomanganeso:

Generalmente producido en hornos eléctricos, su composición es Mn 65-68%, Si 16-21 %, C 1,5-2 %
- Ferromanganeso bajo en carbono:

Producido principalmente a partir de silicomanganeso. Su composición promedio es Mn 80-90 %, carbono 0,1-1,5 %.
|  |  |  |

## Historia
El manganeso es relativamente abundante en las rocas de la corteza terrestre. Por lo tanto, es probable que haya sido usado accidentalmente o descubierto por casualidad muy temprano (desde la antigüedad, como pigmento coloreando vidrio o cerámica) y en varias ocasiones en distintod lugares del mundo y en la historia de la metalurgia.
Por ejemplo,
- Durante la Edad del Hierro, presente en ciertos minerales de hierro, permitió producir un acero natural[14] utilizado para fabricar armas y herramientas más resistente que las de bronce.
- En Sainte-Bénigne, "en una cantera de arcilla, en Lavigne Benaud, el Sr. Barthélémy excavó un pozo lleno de tierra negra que reveló un hogar con restos de cerámica. Había nódulos de ferro-manganeso de 1 dm³ de volumen promedio",[15] pero en este caso no se sabe el significado de la presencia de este ferro-manganeso.

A falta de saber utilizar el ferromanganeso, en el siglo XVIII Francia todavía importaba un tercio de su consumo de acero, mientras intentaba imitar los aceros ingleses.

### Usos del ferromanganeso
Muchos documentos antiguos atestiguan su antiguo uso como carburo de manganeso u óxido de manganeso para producir una aleación de hierro y manganeso (porque su mineral es muy difícil de reducir), empleado como elemento mejorador del hierro y del acero. El conocimiento de su naturaleza química y metálica data de 1774, pero hasta 1815 su función exacta en las aleaciones de hierro siguió siendo poco conocida, y la producción de aceros de calidad se estancó durante revolución Industrial.
Durante el período de la consolidación de la siderurgia moderna, el manganeso se convirtió en un elemento esencial para la fundición de hierro como elemento de aleación. A partir de 1850 su demanda aumentó considerablemente porque los aceros de calidad y económicos se volvieron esenciales para la construcción de ferrocarriles en particular. El acero al manganeso pasó a producirse mediante pudelación a partir de 1839.
Es muy utilizado desde la presentación de una patente para su uso en la fabricación de acero fundido (patente presentada por Josiah Marshall Heath en 1870, y se utilizó en el proceso Bessemer, luego en el proceso Martin-Siemens y en los didtintos métodos desarrollados posteriormente.
Sin embargo, 30 años después, según Bruylant-Christophe, ingeniero civil de Londres, "si ningún industrial discute su utilidad, la naturaleza de las mejoras que aporta sigue siendo poco conocida; la mayoría de los metalúrgicos de la época creen que cuando se añade al hierro maleable o al acero fundido mejora su ductilidad y elasticidad, mientras que otros creen por el contrario que lo endurece dando hierros duros y dotados de una gran cohesión, eliminando del hierro el exceso de oxígeno y silicio para pasarlos a la escoria". Bruylant también señaló que "a veces también es inútil agregarlo, porque puede estar presente espontáneamente en el mineral de hierro": en su tiempo "el arrabio ordinario producido en los hornos con aire insuflado de Suecia, Austria y muchos otros países contiene del 1 al 3 por ciento de manganeso. La presencia de este metal se debe a una pequeña cantidad contenida en los minerales de hierro espático de estos países, y es simplemente la cantidad de sílice que se encuentra en la escoria la que determina la proporción de manganeso reducido y arrastrado en el metal. Esta tasa alcanza del 7 al 11% de manganeso en el spiegeleisen del distrito de Siegen (Prusia Renana), gracias al mineral de hierro de la «Montaña de Acero» de Müsen".
Hoy se sabe que añadido al arrabio en fusión, el manganeso elimina el azufre, que es un elemento fragilizante, combinándose con él para formar sulfuro de manganeso (MnS). Esta desulfuración produce un precipitado visible como inclusión en la fundición. Siendo su reactividad con el oxígeno mayor que la del hierro, también tiene un papel desoxidante (además del ferrosilicio y el aluminio).
Actualmente, sin embargo, la mayor parte de su uso es como parte de aleaciones de acero (70 % en 1996).
Se utiliza en las acerías, en la llamada etapa de afinado en cucharón, que se realiza a continuación del paso del arrabio por el convertidor. Cuanto más tarde se agregue el manganeso al proceso de afinado, mejor debería ser la calidad de la ferroaleación resultante.

### Patentes
Entre las muchas patentes presentadas para la fabricación de ferromanganeso se pueden mencionar:
- La patente de Henry Bessemer, que inventó el acero bessemer, a base de un triple compuesto de hierro-manganeso-silicio, que permite alcanzar hasta un 60 % de manganeso, aunque su precio es muy elevado.[1]
- Las patentes de M.W. Henderson de Glasgow, presentadas entre 1860 y 1869, que requerían un "horno Siemens" y permitían lograr una aleación con 20 a 30% de manganeso, con una producción de 15 quintales de ferro-manganeso cada 24 horas.[1]

### Historia de la explotación comercial del ferromanganeso
Tras la primera mitad de siglo XIX, el ferromanganeso se convirtió en un recurso estratégico para los productores de acero, que lo compraban a buen precio.
En Francia, las fábricas de Terrenoire, Saint-Louis en Marsella y Montlucon desarrollaron (como precursor mundial según E Truffaut), la metalurgia del manganeso, pero rápidamente perdieron el liderazgo frente a la competencia extranjera, lo que llevó a la quiebra de la fábrica de Terrenoire y Montlucon, que abandonó la producción cuando apareció el proceso Thomas. En el siglo XX, Francia siguió siendo uno de los principales productores mundiales de aleaciones de manganeso, pero carecía de recursos de manganeso significativos o fáciles de explotar, por lo que debía importar el mineral, que también había sido buscado activamente en África por la oficina industrial africana en la gran región del Sahel y en las posesiones francesas durante el período colonial. Esta región fue de gran importancia económica para el puerto de Boulogne-sur-Mer, donde el mineral destinado a la planta metalúrgica para la producción de ferromanganeso instalada en el propio puerto representó dos tercios de las entradas al puerto: en 1958 440.000 t/año; 338.000 t en 1959 (incluidas 87.000 t importadas de Marruecos, 85.000 t de la India, 65.000 del depósito de Poti en la URSS, 43.000 t de Natal y 9.000 de Mozambique); 49.000 t en 1957; y 26.000 t en 1959 (sobre todo de EE. UU., Italia y Argentina).
Dado que los recursos de mineral de manganeso se distribuyen de manera desigual en todo el mundo, el ferromanganeso ha sido y sigue siendo objeto de un mercado internacional restringido, entre África (principalmente Gabón) y China; en 2006, África representó alrededor del 85 % del total de las importaciones chinas. Si las tensiones del mercado se vuelven demasiado fuertes o los recursos mineros se agotan, es probable que los industriales recurran a la explotación de los nódulos polimetálicos marinos (un recurso que también se comparte de manera desigual).

## Interés arqueológico
El ferromanganeso está presente en los tintes utilizados desde la prehistoria en las pinturas rupestres y en distintas formas de alfarería (porque está contenido naturalmente en muchas arcillas). Desde la Edad del Hierro, la industria siderúrgica ha estado transformando en metal minerales más o menos ricos en óxidos de hierro y manganeso, dejando escorias y otros rastros que los arqueólogos pueden interpretar.
Un buen conocimiento de los procesos de reducción-oxidación, corrosión y de alteración/transformación de metales férricos (particularmente en suelos, muestras de agua o sedimentos) es necesario para la arqueología y la arqueometría, dado que el hombre ha utilizado los compuestos de hierro y/o manganeso desde la antigüedad.

## Toxicidad, ecotoxicidad y contaminación
La toxicidad del ferromanganeso se conoce desde 1837. Varía según la duración e importancia de la exposición (aguda y/o crónica) y según la forma física (nano o micropartículas, gas, polvo) y química (forma orgánica o inorgánica) del contaminante y según la forma de contaminación (inhalación, ingestión, vía percutánea, etc.).
Es uno de los índices o trazadores de contaminación de origen metalúrgico en muchas zonas industriales y ciertos tecnosuelos, desde donde puede recontaminar la red alimentaria o el agua.
Por encima de una determinada dosis tiene efectos tóxicos (principalmente neurotóxicos, induciendo la enfermedad de Parkinson9 y ecotóxicos.
Por lo tanto, puede representar un problema para los organismos y los seres humanos que viven cerca o sobre antiguos suelos industriales, o cerca de plantas activas de producción de refinación y aleaciones. Las emisiones gaseosas y las columnas de polvo y humo también son una fuente de contaminación del agua, del aire, del suelo y de los ecosistemas, y el origen de un posible exceso de manganeso en animales o humanos. Las partículas ultrafinas de manganeso pueden llegar al cerebro incluso migrando desde el nervio olfativo (efecto demostrado experimentalmente en ratas). Uno de los síntomas visibles es un trastorno del equilibrio postural.
En 1997, un estudio noruego basado en el estudio de la mortalidad cardiovascular y la aparición de casos muerte súbita en un grupo de 14.730 trabajadores (hombres) de 12 plantas de ferroaleaciones empleados por primera vez entre 1933 y 1990, y durante al menos 6 meses, demostró que si bien la mortalidad por causas cardiovasculares no ha aumentado en general entre estos empleados, el riesgo de muerte súbita cardíaca aumentó significativamente, al igual que el riesgo de hipertensión arterial patológica.
La exposición de los trabajadores del horno al ferromanganeso (FeMn) y al silicomanganeso (SiMn) se asoció con un aumento significativo de la mortalidad por muerte súbita con la duración del empleo. El riesgo de morir por tres enfermedades relacionadas con la hipertensión (enfermedad cerebrovascular, enfermedad renal e hipertensión) aumentó de la misma manera con la duración de la exposición, y de forma idéntica en personas expuestas al ferrosilicio y/o al silicomanganeso. Ni el consumo de tabaco ni el de alcohol se asoció con este riesgo específico de aumento de la mortalidad.